# Феодора Нижегородская
Феодора (в миру — Васса, или Василиса, предположительно — Анастасия Ивановна; около 1331, Тверь — 15 апреля 1378, Нижний Новгород) — игуменья нижегородского Зачатиевского женского монастыря, дочь тверского боярина. Память местно чтится 16 апреля и 28 марта (вероятно, день перенесения её мощей).
«Еще сущи отроковица, изучися грамоте всей, и ветхий и новый завет извыче, и восхоте во иноческий сан пострищися, родители же ея не хотящи и даша ее за князя Андрея Константиновича Суздальского и Новгорода Нижнего, 13-ти лет сущи».
В замужестве она «не внимаше суетному житию», вела благочестивую жизнь и, отдавшись посту, воздержанию, молитве и милостыне, «иссуши тело свое жестотою жития»; под светлым одеянием носила власяницу.
В начале второй половины XIV века основала в Нижнем Новгороде Зачатиевский женский монастырь. Монастырь был расположен на самом берегу Волги, недалеко от мыса у устья pеки Почайны. После кончины мужа, бывшего последние годы жизни в чернецах и схиме, в 1367 году приняла пострижение в монашество с именем Феодоры, по некоторым источникам — с именем Вассы, а Феодорой наречена при пострижении в схиму. Все свое имущество раздала по церквам, монастырям и нищим, предоставила свободу своим слугам и стала игуменьей основанного ею Зачатиевского монастыря. Жизнь свою проводила в молитве, трудах, посте, чтении божественных писаний, в умилении и слезах, питаясь от своего рукоделья и заботясь об украшении обители и умножении сестёр, коих насчитывалось до 160.

## Место захоронения
Погребена была в основанном ею монастыре, но по закрытии обители тело её было перенесено в Нижегородский Преображенский собор и положено рядом с гробницей её супруга.